# Copa de China 2016
La Copa Audi de China de 2016 fue una competición internacional de patinaje artístico sobre hielo, la quinta del Grand Prix de patinaje artístico sobre hielo de la temporada 2016-2017. Organizada por la federación china de patinaje, tuvo lugar en Pekín, entre el 18 y el 20 de noviembre de 2016. Hubo competiciones en las modalidades de patinaje individual masculino, femenino, patinaje en parejas y danza sobre hielo y sirvió como clasificatorio para la Final del Grand Prix de 2015.

## Resultados

### Patinaje individual masculino
| Clasificación | Nombre           | País            | Total  | Programa corto | Programa corto | Programa libre | Programa libre |
| ------------- | ---------------- | --------------- | ------ | -------------- | -------------- | -------------- | -------------- |
| 1             | Patrick Chan     | Canadá          | 279,72 | 3              | 83,41          | 1              | 196,31         |
| 2             | Jin Boyang       | China           | 278,54 | 1              | 96,17          | 2              | 182,37         |
| 3             | Serguéi Voronov  | Rusia           | 243,76 | 4              | 82,93          | 4              | 160,83         |
| 4             | Max Aaron        | Estados Unidos  | 242,74 | 5              | 81,67          | 3              | 161,07         |
| 5             | Yan Han          | China           | 230,19 | 8              | 75,04          | 5              | 155,15         |
| 6             | Aleksandr Petrov | Rusia           | 228,44 | 9              | 74,21          | 6              | 154,23         |
| 7             | Maksim Kovtun    | Rusia           | 221,43 | 10             | 70,10          | 7              | 151,33         |
| 8             | Daniel Samohin   | Israel          | 213,51 | 2              | 83,47          | 10             | 130,04         |
| 9             | Ross Miner       | Estados Unidos  | 213,34 | 6              | 76,73          | 8              | 136,61         |
| 10            | Michal Březina   | República Checa | 211,77 | 7              | 75,86          | 9              | 135,91         |

### Patinaje individual femenino
| Clasificación | Nombre                  | País           | Total  | Programa corto | Programa corto | Programa libre | Programa libre |
| ------------- | ----------------------- | -------------- | ------ | -------------- | -------------- | -------------- | -------------- |
| 1             | Yelena Radiónova        | Rusia          | 205,90 | 2              | 70,75          | 1              | 135,15         |
| 2             | Kaetlyn Osmond          | Canadá         | 196,00 | 1              | 72,20          | 3              | 123,80         |
| 3             | Yelizabeta Tuktamýsheva | Rusia          | 192,57 | 4              | 64,88          | 2              | 127,69         |
| 4             | Mai Mihara              | Japón          | 190,92 | 3              | 68,48          | 4              | 122,44         |
| 5             | Rika Hongo              | Japón          | 181,75 | 6              | 63,63          | 6              | 118,12         |
| 6             | Ashley Wagner           | Estados Unidos | 181,38 | 5              | 64,36          | 7              | 117,02         |
| 7             | Karen Chen              | Estados Unidos | 179,39 | 9              | 58,28          | 5              | 121,11         |
| 8             | Li Zijun                | China          | 172,40 | 7              | 61,32          | 8              | 111,08         |
| 9             | Courtney Hicks          | Estados Unidos | 163,64 | 8              | 59,86          | 9              | 103,78         |
| 10            | Li Xiangning            | China          | 157,27 | 11             | 54,55          | 10             | 102,72         |
| 11            | Zhao Ziquan             | China          | 149,12 | 10             | 58,20          | 12             | 90,92          |
| 12            | Joshi Helgesson         | Suecia         | 144,64 | 12             | 49,25          | 11             | 95,39          |

### Patinaje de parejas
| Clasificación | Nombre                                 | País           | Total  | Programa corto | Programa corto | Programa libre | Programa libre |
| ------------- | -------------------------------------- | -------------- | ------ | -------------- | -------------- | -------------- | -------------- |
| 1             | Yu Xiaoyu / Zhang Hao                  | China          | 203,76 | 1              | 72,49          | 1              | 131,27         |
| 2             | Peng Cheng / Jin Yang                  | China          | 197,96 | 3              | 69,93          | 2              | 128,03         |
| 3             | Lubov Ilyushechkina / Dylan Moscovitch | Canadá         | 191,54 | 2              | 71,28          | 3              | 120,26         |
| 4             | Wang Xuehan / Wang Lei                 | China          | 182,02 | 4              | 66,45          | 4              | 115,57         |
| 5             | Nicole Della Monica / Matteo Guarise   | Italia         | 176,38 | 5              | 66,39          | 7              | 109,99         |
| 6             | Yuko Kavaguti / Aleksandr Smirnov      | Rusia          | 175,53 | 6              | 62,90          | 6              | 112,63         |
| 7             | Mari Vartmann / Ruben Blommaert        | Alemania       | 173,88 | 7              | 60,88          | 5              | 113,00         |
| 8             | Jessica Pfund / Joshua Santillan       | Estados Unidos | 142,41 | 8              | 50,32          | 8              | 92,09          |

### Danza sobre hielo
| Clasificación | Nombre                                  | País           | Total     | Danza corta | Danza corta | Danza libre | Danza libre |
| ------------- | --------------------------------------- | -------------- | --------- | ----------- | ----------- | ----------- | ----------- |
| 1             | Maia Shibutani / Alex Shibutani         | Estados Unidos | 185,13    | 2           | 73,23       | 1           | 111,90      |
| 2             | Kaitlyn Weaver / Andrew Poje            | Canadá         | 181,54    | 1           | 73,78       | 2           | 107,76      |
| 3             | Aleksandra Stepanova / Iván Bukin       | Rusia          | 177,41    | 3           | 72,09       | 3           | 105,32      |
| 4             | Victóriya Sinitsina / Nikita Katsalapov | Rusia          | 171,94    | 4           | 70,24       | 4           | 101,70      |
| 5             | Natalia Kaliszek / Maksym Spodyriev     | Polonia        | 150,78    | 5           | 60,13       | 6           | 90,65       |
| 6             | Wang Shiyue / Liu Xinyu                 | China          | 149,80    | 6           | 58,57       | 5           | 91,23       |
| 7             | Anastasia Cannuscio / Colin McManus     | Estados Unidos | 141,17    | 7           | 53,43       | 7           | 87,74       |
| 8             | Song Linshu / Sun Zhuoming              | China          | 130,90    | 8           | 53,20       | 8           | 77,70       |
| 9             | Chen Hong / Zhao Yan                    | China          | 117,32    | 9           | 51,54       | 9           | 65,78       |
|               | Alexandra Paul / Mitchell Islam         | Canadá         | Retirados | Retirados   | Retirados   | Retirados   | Retirados   |